# Église Saint-Étienne de Ponteilla
Pour les articles homonymes, voir église Saint-Étienne.
L'église Saint-Étienne de Ponteilla est une église en partie romane située à Ponteilla, dans le département français des Pyrénées-Orientales.